# Джекпот (фільм, 2015)
«Джекпот» (в'єт. Trúng số) — в'єтнамський комедійний фільм, знятий Дастіном Нгуеном. Прем'єра стрічки у В'єтнамі відбулась 13 лютого 2015 року. Фільм був висунутий В'єтнамом на премію «Оскар-2016» у номінації «найкращий фільм іноземною мовою».

## У ролях
- Нінх Дуонг Лан Нгок — Том
- Дастін Нгуен — Ту Нгіа
- Чі Тай — Ту Пі